# NGC 4116
NGC 4116 је спирална галаксија у сазвежђу Девица која се налази на NGC листи објеката дубоког неба.
Деклинација објекта је + 2° 41' 28" а ректасцензија 12h 7m 37,0s. Привидна величина (магнитуда) објекта NGC 4116 износи 11,6 а фотографска магнитуда 12,3. Налази се на удаљености од 22,264 милиона парсека од Сунца. NGC 4116 је још познат и под ознакама UGC 7111, MCG 1-31-22, CGCG 41-41, IRAS 12050+0258, UM 476, KCPG 322A, PGC 38492.